# ديزموند بيرس
ديزموند بيرس هو عسكري كندي، ولد في 12 يونيو 1913 في هاليفاكس في كندا، وتوفي في 1 نوفمبر 2005.